# الإدارة الوطنية للتنظيم المالي الصيني
الإدارة الوطنية للتنظيم المالي الصيني ( NAFR ، (بالصينية) ) هي هيئة تنظيمية مالية تابعة لمجلس الدولة لجمهورية الصين الشعبية تختص بتنظيم والإشراف على قطاعات البنوك والتأمين و صناعة الأوراق المالية في جمهورية الصين الشعبية.